# Prosopodonta costata
Prosopodonta costata es una especie de insecto coleóptero de la familia Chrysomelidae.
Fue descrita científicamente en 1879 por Waterhouse.